# Іполіто Мехіа
Рафаель Іполіто Мехіа Домінгес (ісп. Rafael Hipólito Mejía Domínguez; нар. 22 лютого 1941) — домініканський політик, президент країни у 2000—2004 роках.

## Життєпис
Закінчив Політехнічний інститут імені Ігнатія Лойоли у Сан-Крістобалі, а також Університет штату Північна Кароліна. Працював в Інституті тютюну, 1978 отримав пост міністра сільського господарства за президентства Антоніо Гусмана. 1982 року безуспішно намагався виставити свою кандидатуру до Сенату від рідної провінції. 1990 брав участь у президентських виборах як кандидат на пост віце-президента.
2000 вже сам балотувався на пост глави держави. 16 серпня 2000 року Мехіа вступив на посаду президента і провів на посту повний чотирирічний термін. За його ініціативою було внесено зміни до конституції, що збільшили кількість президентських термінів поспіль з одного до двох. 2004 року зазнав поразки на виборах, поступившись Леонелю Фернандесу, набравши 33,65 % голосів проти 57,11 % у Фернандеса.